# الملتقي السنوي لرواد المعالجة البيولوجية
الملتقى السنوي لرواد المعالجة البيولوجية هو مؤتمر سنوي يعقد كل خريف بمدينة بازل السويسرية بتنظيم من قبل معهد البحوث البيولوجية والزراعية السويسرية.

## المعلومات الأساسية
يستضيف حوالي 700 – 800 ممثلا لحوالي 300 شركة من الشركات الرائدة في مجال المعالجة البيولوجية وحماية النباتات منذ عام 2005.

### الهدف
ويهدف الملتقي إلى تبادل الخبرات التجارية والعلمية، كما يتضمن عرضا لكل التطورات التجارية والعلمية بمجال حماية النباتات ووسائل التحكم في الآفات التي تصيب النباتات مع الإشارة بوجه الخصوص إلى المستجيبات الحيوية.

#### مؤتمرات أخرى موصي بها
وبالتوازي مع الاجتماع السنوي لرابطة رواد المعالجة البيولوجية الدولي تعقد الرابطة البيولوجية لحماية النباتات